# Asedio de Mucansa
El asedio de Mucansa o Macunsa fue un presunto enfrentamiento entre los aimaras e incas ocurrido durante el reinado de Cápac Yupanqui. 
Después de su coronación, el nuevo Sapa Inca salió con 20 000 hombres al sudeste, a las provincias de Yanahuara, donde el curaca de Piti se sometió sin luchar. Después de descansar puso rumbo a otra provincia llamada Aymara (llamada así por la etnia de sus pobladores), rica en minas y con muchos pueblos, aunque muy dispersos.
Durante la marcha llegaron hasta un gran cerro llamado Mucansa, donde había un gran gentío listo para presentarles batalla. Eran 12 000 guerreros acompañados por 30 000 no combatientes, sus familias. Pero al ver al ejército cuzqueño, los locales se retiraron a su campamento, en la cima del Mucansa. El Sapa Inca mando bloquear los caminos de los pies del cerro para evitar que el enemigo huyera, recibiera ayuda o pidiera refuerzos. Se negó a intentar asaltar y espero que el hambre los rindiera, lo que sucedió al mes de sitio. Los aimaras enviaron mensajeros prometiendo al monarca reconocerle como rey y adorarlo como divinidad. Los vencidos bajaron del monte divididos en cuadrillas según el pueblo del que provenían, se arrodillaron ante el rey y le entregaron oro, plata y plomo. El monarca mando que los alimentaran y les dieran lo necesario para volver a sus pueblos. Después los cuzqueños hicieron su campamento en Huaquirca.
El Sapa Inca conquistó 80 villas aimaras en su expedición. Siguió a Omasuyo o Umasuyu, al este del Titicaca, acordando en Chirirqui la paz y sometimiento con los umas. Tras esto dio por concluida la campaña y regresó a Cuzco.